# I Hate Myself
I Hate Myself – zespół grający emo/screamo z Gainesville, założony w 1996 przez Jona i Jima Marburgera.

## Historia Zespołu
Nazwa zespołu, tytuły piosenek i ogólny wygląd zespołu sprawiły, że wiele fanów zastanawiało się nad zawiłym udawaniem żartu odnośnie do stereotypowej estetyki emo. Albumy oraz single nie otrzymały tytułów, a ich pierwsze wydanie (LP z 4 utworami) poszło w ten nurt do tego stopnia, że nie zawierało żadnych tytułów piosenek. (Drugi utwór jest jedynym ze znanym tytułem, 'Less Than Nothing', tak został oznaczony na późniejszej kompilacji albumu). Późniejsze wydania zawierały tytuły piosenek, które były zwykle bardzo długimi zwykłymi standardami, opisującymi dziwne sytuacje, które wokalista Jim Marburger naświetlał w tekście piosenki. To spowodowało spekulację, że I Hate Myself nabija się z zespołów emo/screamo, które miały tendencję do bezsensownych tytułów piosenek, które nie odzwierciedlały tematu ani tekstu piosenki. W przeciwności do podejrzewanego bycia 'zespołem-żartem', ich muzyka nigdy nie była prezentowana jako śmieszna, a teksty przedstawiały konkretne historie i postacie.

### Rozpad zespołu
Po serii winylowych wydań pod koniec lat 90., zespół zagrał swój ostatni koncert w maju 1998. Niedługo później zgodził się na pierwsze wydanie CD, kolekcję ich pełnej długości piosenek LP z jednym dodatkowym trackiem, ich wkładem do splitu z Strikeforce Diablo. 
Bracia Marburger stworzyli Burnman, eksponując w nim głośniejszą stronę I Hate Myself, zespół ten rozpadł się zaraz po wydaniu debiutanckiego LP, a perkusista Jon Marburger przyłączył się do kumpla z No Idea z GunMoll. Zespół ponownie złączył swe siły na dwa występy jednej nocy w Gainesville, w 2003 roku. W lipcu 2004 roku Marburgerowie nagrali trzy nowe utwory I Hate Myself na jednostronny LP. Bass został wykonany przez Jona Marburgera, zamiast złączenia się z pierwotnym basistą lub poszukiwaniem nowego. 

### Aktualna działalność
Aktualnie bracia grają razem w Die Hoffnung, który wydał swój pierwszy album w 2006, jeszcze raz w No Idea. CD z 15 utworami, zawierającym wszystkie tracki I Hate Myself, które nie znalazły się na 10-utworowym wydaniu, jest planowane od 2005, ale na razie nie zostało wprowadzone w życie.

## Członkowie
- Jim Marburger – gitara, wokal
- Jon Marburger – perkusja, gitara basowa 3 Songs
- Steve X – gitara basowa

Na swoich dwóch pierwszych koncertach zespół grał w czteroosobowym składzie:
- Jim Marburger – gitara, wokal
- Jon Marburger – gitara basowa
- Ryan Murphy (Palatka, True North) – gitara
- Jason – perkusja

## Dyskografia
- 4 Songs jednostronny LP (No Idea Records, styczeń 1997)
- 10 Songs LP (No Idea Records, listopad 1997)
- Split LP z Twelve Hour Turn (No Idea Records, listopad 1998)
- Split 7” z Strikeforce Diablo (Fragil Records, 1998)
- 2 Songs 7” (No Idea Records, lipiec 2000)
- 10 Songs CD – na płycie znalazły się utwory z oryginalnego 10 Songs LP oraz dodatkowo utwór ze splitu ze Strikeforce Diablo (No Idea Records, październik 2000)
- 3 Songs jednostronny LP (No Idea Records, sierpień 2005)

### Składanki
- Bread: The Edible Napkin "Less Than Nothing" (No Idea Records, 1998)
- Back To Donut! "...And Keep Reaching For Those Stars" (No Idea Records, 1999)
- The First Crush Compilation "This Isn't the Tenka-Ichi-Budokai" (Thick as Thieves Records, 1998)
- ABC No Rio Benefit "Darren's Roof", "Drama in the Emergency Room" (Level Plane Records, 1999)
- No Idea 100: Redefiling Music "Care" (cover zespołu Spoke) (No Idea Records, 2001)